# Courbe du dragon d'or

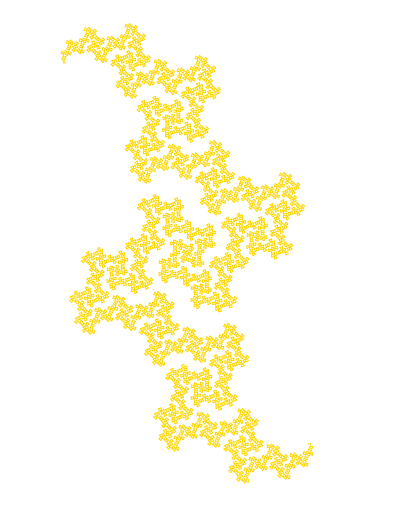
Courbe du dragon d'or

La courbe du dragon d'or est une variante de la courbe du dragon, ou encore de la courbe Terdragon. La particularité de cette fractale est que sa dimension de Hausdorff est égale au nombre d'or[incompréhensible]

## Histoire
La courbe du dragon d'or est une représentation graphique du nombre d'or φ = (1+√5) / 2 ≈ 1,61803… dans la courbe du dragon.[incompréhensible]
La courbe du dragon, quant à elle — appelée aussi fractale du dragon ou encore « courbe de Heighway » — a été pour la première fois étudiée par les physiciens de la NASA John Heighway, Bruce Banks et William Harter. Elle apparaît pour la première fois en 1967, décrite par Martin Gardner dans sa chronique de jeux mathématiques du Scientific American. Les propriétés de cette courbe ont été tout particulièrement étudiées par Chandler Davis (en) et Donald Knuth. 
Dès 1966, les propriétés du nombre φ ont été utilisées dans la modélisation de la courbe de dragon, donnant naissance à une autre forme de figure géométrique particulière, appelé par la suite la courbe du dragon d'or.[réf. nécessaire]

## Variantes
À l'origine, la courbe du dragon d'or est issue de la courbe du dragon. À partir de la courbe du dragon, on peut établir plusieurs variantes donnant ainsi plusieurs formes géométriques différentes, dont la courbe du dragon d'or, gardant tout de même quelques aspects similaires.

### La courbe du dragon

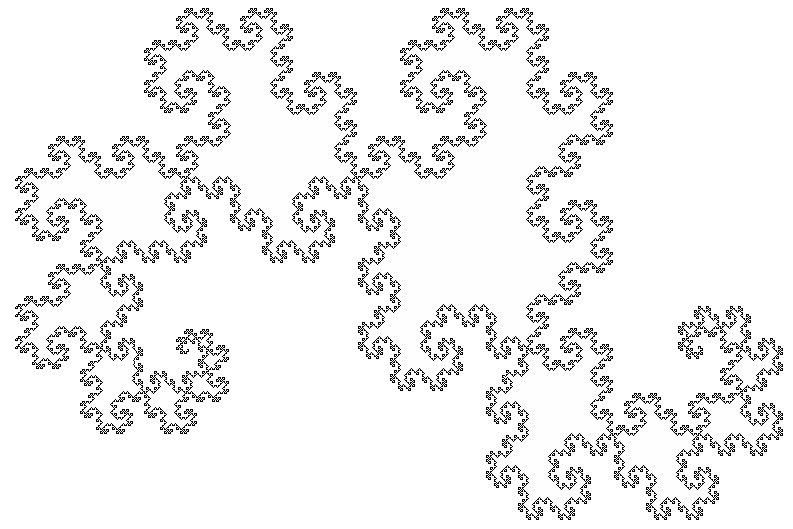
Frontière de la courbe du dragon, à la 16e itération

La courbe du dragon est une courbe de remplissage de dimension 2[Quoi ?], à l'origine d'un pliage (itération)[pas clair] répété d'une longue raie de papier[Quoi ?] dans un même sens. Il est ensuite déplié avec chacun des segments adjacents de papiers formés selon un angle droit[pas clair]. Il s'agit d'une construction qui remplit[Quoi ?] une zone finie dans un plan tout en présentant une délimitation[pas clair].
Prenons une bande de papier et décidons de la plier en deux, puis encore en deux, puis encore une fois en deux, et ainsi de suite autant de fois possible, toujours dans le même sens. Déplions-la, en faisant en sorte qu'on n'ait que des angles droits au niveau de chaque pliure.
Voici ce qu'on obtient :
En répétant une infinité de fois ces plis, nous obtiendrons finalement la courbe du dragon.
En suivant les plis à partir d'une origine, toujours la même, on tourne tantôt vers la droite (D), tantôt vers la gauche (G), et on peut étudier la suite des virages obtenus (voir le § « Pliage » de l'article sur la courbe du dragon).
On remarque que les symboles de rang impair sont alternés et que les symboles de rang pair du (n + 1)-ième pliage sont les mêmes que ceux du n-ième pliage.
Comme dit précédemment[Où ?], avec des courbes du dragon de même taille, on peut en former une aussi grande que l'on veut en les assemblant.
La courbe peut être construite par L-Système :
- angle 90°
- graine FX
- règles :
  - X ↦ X+YF+
  - Y ↦ −FX−Y.

### La courbe du Terdragon
La courbe Terdragon peut être construite à partir du L-Système :
- angle 120°
- graine F
- règle : F ↦ F+F−F.

### La courbe du Twindragon
La courbe Twindragon est construite en plaçant deux dragons dos à dos.

## Modélisation et construction
La courbe du dragon d'or peut être construite par L-Système : comme celle du dragon mais avec un angle de 112°[réf. nécessaire] au lieu de 90°.
Ce qui se traduit simplement comme suit : partir d'un segment de base ; puis en suivant la courbe, remplacer chaque segment par deux segments à angle droit en effectuant une rotation de 48,5°[réf. nécessaire] alternativement à droite puis à gauche.